# Liste der Bodendenkmale in Wittingen
In der Liste der Bodendenkmale in Wittingen sind alle Bodendenkmale der niedersächsischen Gemeinde Wittingen aufgelistet. Die Quelle ist der Denkmalatlas Niedersachsen. Der Stand der Liste ist der 18. Juni 2024.

## Allgemein
In den Spalten finden sich folgende Informationen des Bodendenkmales :
- Lage        : geographische Koordinaten
- Bezeichnung : Bezeichnung lt. Denkmalatlas
- Beschreibung: Beschreibung lt. Denkmalatlas
- ID          : Objekt-ID
- Bild        : Bild, ggf. zusätzlich mit Link zu weiteren Fotos im Medienarchiv Wikimedia Commons.

## Hagen bei Knesebeck
| Lage                         | Bezeichnung                          | Beschreibung | ID       | Bild |
| ---------------------------- | ------------------------------------ | --- | -------- | ---- |
| 52° 41′ 2″ N, 10° 46′ 20″ O  | Hagen bei Knesebeck 2, Grabhügel     | Annähernd rund. Dm. ca. 15 m; H. bis 1 m. | 28942228 | BW   |
| 52° 40′ 59″ N, 10° 46′ 22″ O | Hagen bei Knesebeck 3, Wölbackerbeet | Wölbackerfeld in NO-SW-Orientierung von ca. 200 m L. (NO-SW) und ca. 160 m Br. (NW-SO). Br. der Ackerbeete ca. 12 - 15 m, im SO bis 17 m; H. bis 0,6 m, größtenteils ungestört. Am NO-Rand durch Kiefernneuanpflanzung etwas verschliffen, am SW-Ende vor Geländeabfall sanft auslaufend. Stärker verschliffen setzen sich die Wölbäcker auch weiter nach SO fort. | 28952821 | BW   |

## Knesebeck
| Lage                         | Bezeichnung             | Beschreibung | ID       | Bild |
| ---------------------------- | ----------------------- | --- | -------- | ---- |
| 52° 40′ 49″ N, 10° 42′ 22″ O | Knesebeck 1, Wasserburg | Die Ausgrabungen auf dem Gelände der Burg Knesebeck brachten neben Fundmaterial aus der Gründungszeit auch Gegenstände aus der späteren Nutzung der Burg zum Vorschein, so etwa die Fragmente eines reich verzierten Kachelofens aus dem 16. Jahrhundert. Eines der gefundenen Kachelfragmente zeigt das Motiv „David gegen Goliath“ aus dem Alten Testament. Die Szene steht für den heldenhaften Kampf des Guten gegen das Böse und versinnbildlicht den Sieg des Glaubens über den Tod. | 28941724 |      |

## Lüben

### Lüben 7
ID:48861343
Grabhügelfeld mit zehn erhaltenen Hügeln, Dm. 14–26 m, H. 0,5–1,2 m; teilweise gestört.

| Lage                         | Bezeichnung         | Beschreibung                                                                         | ID       | Bild |
| ---------------------------- | ------------------- | ------------------------------------------------------------------------------------ | -------- | ---- |
| 52° 46′ 44″ N, 10° 43′ 18″ O | Lüben 7, Grabhügel  | Dm. ca 14 m, Höhe ca. 0,5 m. Teilweise zerstört durch einen querenden Fahrweg.       | 46879086 | BW   |
| 52° 46′ 43″ N, 10° 43′ 20″ O | Lüben 8, Grabhügel  | Dm. ca. 14 m, Höhe ca. 0,5 m. Durch südlich angrenzenden Fahrweg teilweise zerstört. | 46876709 | BW   |
| 52° 46′ 40″ N, 10° 43′ 16″ O | Lüben 9, Grabhügel  | Annähernd rund, Dm. ca. 26 m, Höhe ca. 1,2 m. (Eichfeld 1/2019)                      | 46876608 | BW   |
| 52° 46′ 45″ N, 10° 43′ 17″ O | Lüben 10, Grabhügel | Großer Grabhügel. Dm. ca. 20 m, Höhe ca. 0,8 m.                                      | 46876667 | BW   |
| 52° 46′ 40″ N, 10° 43′ 20″ O | Lüben 11, Grabhügel | Durchmesser ca. 14 Meter und Höhe ca. 0,8 Meter.                                     | 46876675 | BW   |
| 52° 46′ 39″ N, 10° 43′ 20″ O | Lüben 12, Grabhügel | Durchmesser ca.17 Meter und Höhe ca. 0,8 Meter.                                      | 46876683 | BW   |
| 52° 46′ 41″ N, 10° 43′ 19″ O | Lüben 13, Grabhügel | Durchmesser ca. 14 Meter und Höhe ca. 0,6 Meter.                                     | 46876691 | BW   |

## Ohrdorf
| Lage                        | Bezeichnung         | Beschreibung | ID                              | Bild |
| --------------------------- | ------------------- | --- | ------------------------------- | ---- |
| 52° 42′ 58″ N, 10° 49′ 5″ O | Ohrdorf 1, Landwehr | Teilstück der "Lüneburgischen" Grenzlandwehr, die laut B. Ploetz im 14. Jh. im Einvernehmen beider Landesherren zur Bekämpfung des Raubrittertums und zur Durchsetzung des Landfriedens errichtet wurde. Sie reichte von der Niederung der Ise und des Stöckener Teiches im Norden bis an die Ohre-Niederung im Süden und befindet sich heute auf dem Gebiet der Gemarkungen Rade, Suderwittingen und Ohrdorf bzw. auf dem angrenzenden Gebiet von Sachsen-Anhalt. Die Landwehr besteht überwiegend aus drei Wällen mit dazwischenliegenden Gräben und stellenweise vorgelagerten Außenwällen. | 38324513/1/-/ 28959212 38324513 | BW   |

## Rade
| Lage                         | Bezeichnung           | Beschreibung | ID                              | Bild |
| ---------------------------- | --------------------- | --- | ------------------------------- | ---- |
| 52° 43′ 53″ N, 10° 47′ 25″ O | Rade 1, Landwehr      | Teilstück der „Lüneburgischen“ Grenzlandwehr, die laut B. Ploetz im 14. Jh. im Einvernehmen beider Landesherren zur Bekämpfung des Raubrittertums und zur Durchsetzung des Landfriedens errichtet wurde. Sie reichte von der Niederung der Ise und des Stöckener Teiches im Norden bis an die Ohre-Niederung im Süden und befindet sich heute auf dem Gebiet der Gemarkungen Rade, Suderwittingen und Ohrdorf bzw. auf dem angrenzenden Gebiet von Sachsen-Anhalt. Die Landwehr besteht überwiegend aus drei Wällen mit dazwischenliegenden Gräben und stellenweise vorgelagerten Außenwällen. Im Bereich der Gemarkung Rade sind Landwehrgräben und -Wälle auf ca. 1300 m Länge im Gelände erhalten.                | 38325244/1/-/ 28958966 38325244 | BW   |
| 52° 43′ 40″ N, 10° 46′ 21″ O | Rade 2, Scheibenkreuz | Scheibenkreuz aus Kalkstein, H. 97 cm, Br. 96 cm, Di. 20 cm. Das stark verwitterte und beschädigte mit dem Fuß eingesunkene Scheibenkreuz lässt auf beiden Seiten in der Scheibenmitte eine ringförmige Erhöhung und, von dieser ausgehend, vier nach außen geschweifte und am Scheibenrand auslaufende Kreuzarme erkennen. Die Scheibenmitte, die vielleicht eine Skulptur enthalten haben könnte, ist völlig zerstört. Auf dem Stein sind zahlreiche Kritzeleien, Wetzrillen und einige eingetiefte Näpfchen vorhanden. Scheibenkreuz 1992 zu Restaurierungszwecken durch archäologische AG Gifhorn ausgegraben. Nach Dokumentation 1993 wieder eingegraben. Auch Objekt der Bau- und Kunstdenkmalpflege.          | 28943395                        | BW   |
| 52° 43′ 8″ N, 10° 46′ 52″ O  | Rade 3, Landwehr      | Südöstl. von Wittingen verlief beiderseits der Gemarkungsgrenze zwischen Rade und Suderwittingen annähernd in Ost-West-Richtung eine Landwehr. Sie besteht aus zwei parallelen Wälle mit innenliegendem, die Gemarkungsgrenze kennzeichnendem Graben. Wallbreite jeweils 6 m, mit überwiegend abgerundetem Profil, Grabenbreite ca. 4 m; Grabentiefe ca. 0,5 m. Beide Wälle haben kleine äußere Materialentnahmegräben, die unterschiedlich gut ausgeprägt sind, Breite ca. 2 m; Tiefe bis 0,3 m. Die Gesamtlänge der Landwehr betrug ca. 1,7 km, über 400 m ist sie im Ackerland völlig zerstört. Im Osten schloss sie an die Lüneburgische Grenzlandwehr an (Landwehr FStNr. 1 der Gmkg. Rade und Suderwittingen). | 28958535                        | BW   |

## Schneflingen
| Lage                         | Bezeichnung               | Beschreibung | ID       | Bild |
| ---------------------------- | ------------------------- | --- | -------- | ---- |
| 52° 37′ 50″ N, 10° 48′ 49″ O | Schneflingen 2, Grabhügel | Annähernd rund. Dm. ca. 8 m; H. ca. 0,7 m. Kleine Einkuhlungen an der Oberfläche.                                                                                 | 28941728 | BW   |
| 52° 37′ 51″ N, 10° 48′ 49″ O | Schneflingen 3, Grabhügel | Rund. Dm. 5,5 m; H. ca. 0,3 m. | 28941729 | BW   |
| 52° 38′ 17″ N, 10° 47′ 17″ O | Schneflingen 6, Grabhügel | Annähernd rund. Dm. ca. 18 m; H. ca. 1,3 m. Ebenmäßig gewölbt. Bei einer Kontrolle wurden Reste einer alten Eingrabung (Trichter) auf der Hügelkuppe registriert. | 28942229 | BW   |

## Stöcken

### Lüben 7
ID:48861343
Grabhügelfeld mit zehn erhaltenen Hügeln, Dm. 14–26 m, H. 0,5–1,2 m; teilweise gestört.

| Lage                         | Bezeichnung           | Beschreibung                                                                             | ID       | Bild |
| ---------------------------- | --------------------- | ---------------------------------------------------------------------------------------- | -------- | ---- |
| 52° 46′ 40″ N, 10° 43′ 9″ O  | Stöcken 9, Grabhügel  | Dm. ca. 25 m, Höhe ca. 1,0 m.                                                            | 46876717 | BW   |
| 52° 46′ 38″ N, 10° 43′ 11″ O | Stöcken 10, Grabhügel | Dm. 15 m, Höhe ca. 0,5 m. Wird durch einen nördlich angrenzenden Fahrweg geschnitten.    | 46876726 | BW   |
| 52° 46′ 35″ N, 10° 43′ 18″ O | Stöcken 11, Grabhügel | Dm. ca. 21 m, Höhe ca. 0,5 m. Wird durch einen südlich angrenzenden Fahrweg geschnitten. | 46876699 | BW   |

## Suderwittingen
| Lage                         | Bezeichnung                | Beschreibung | ID                              | Bild |
| ---------------------------- | -------------------------- | --- | ------------------------------- | ---- |
| 52° 42′ 57″ N, 10° 47′ 47″ O | Suderwittingen 1, Landwehr | Teilstück der „Lüneburgischen“ Grenzlandwehr, die laut B. Ploetz im 14. Jh. im Einvernehmen beider Landesherren zur Bekämpfung des Raubrittertums und zur Durchsetzung des Landfriedens errichtet wurde. Sie reichte von der Niederung der Ise und des Stöckener Teiches im Norden bis an die Ohre-Niederung im Süden und befindet sich heute auf dem Gebiet der Gemarkungen Rade, Suderwittingen und Ohrdorf bzw. auf dem angrenzenden Gebiet von Sachsen-Anhalt. Die Landwehr besteht überwiegend aus drei Wällen mit dazwischenliegenden Gräben und stellenweise vorgelagerten Außenwällen. | 38325233/1/-/ 28959207 38325233 | BW   |

## Wittingen
| Lage                         | Bezeichnung                   | Beschreibung | ID                              | Bild |
| ---------------------------- | ----------------------------- | --- | ------------------------------- | ---- |
| 52° 43′ 47″ N, 10° 44′ 25″ O | Wittingen 1, Stadtbefestigung | Während der Hildesheimer Stiftsfehde wurde Wittingen 1519 zerstört, in der Folge errichtete man eine Stadt-Befestigung. Große Teile dieser Befestigungen wurden bereits zu Beginn des 19. Jh. wieder abgetragen. Nur am Südrand der Altstadt sind Reste des Befestigungsgürtels erhalten geblieben. | 38305074/1/-/ 28941850 38305074 | BW   |